# Longa 59 Lichtenvoorde
Longa 59 Lichtenvoorde ist ein niederländischer Volleyball-Verein aus Lichtenvoorde (Provinz Gelderland).

## Geschichte
Der Verein wurde 1959 gegründet. Die Frauen wurden 2004 und 2005  niederländischer Meister sowie 2003, 2004 und 2005 niederländischer Pokalsieger. Von 2000 bis 2009 nahmen sie auch regelmäßig an den europäischen Wettbewerben teil. Beste Platzierung war ein dritter Platz 2006 im Top Teams Cup. Trainer war von 2004 bis 2008 Mathias Eichinger. 2009 wurde die Frauenmannschaft in die B-League zurückgestuft. Die Männer spielten 2010/11 in der A-League.